# Балтрушайтис, Альбинас Пранович
Альбинас Пранович Балтрушайтис — советский литовский хозяйственный деятель, Герой Социалистического Труда.

## Биография
Родился в 1928 году в Шюпилисе. Член КПСС с 1955 года.
В 1953—1954 — слесарь, в 1954—1956 — помощник машиниста экскаватора, в 1956—1991 — машинист экскаватора Шяуляйского управления мелиоративного строительства Министерства мелиорации и водного хозяйства Литовской ССР.
Указом Президиума Верховного Совета СССР от 23 июня 1966 года присвоено звание Героя Социалистического Труда с вручением ордена Ленина и золотой медали «Серп и Молот».
Жил в Литве.

## Награды и звания
- Герой Социалистического Труда (23.06.1966)
- Орден Ленина (23.06.1966)
- Орден Трудового Красного Знамени (08.04.1971)